# カーボベルデ系モザンビーク人

カーボベルデ系モザンビーク人は、カーボベルデに起源を持つモザンビークの住民である。
多くのカーボベルデ人はポルトガル植民地時代に公務員の仲介者としてモザンビークに移住した。1975年の独立後に、一部はモザンビークに残った。1995年には500人のカーボベルデ系がモザンビークに住んでいたと推計された。
2001年のカーボベルデ大統領選挙にて、122人のカーボベルデ系のモザンビーク住民が選挙に登録した。投票者はマプートかナンプーラの投票用紙記入所で投票した。

## 脚註
1. ↑  1995 Cape Verdean Diaspora Population Estimates
2. ↑  Southern African Research and Documentation Centre.  "Mozambique - Cape Verde - Elections"